# البقاء للأصلح

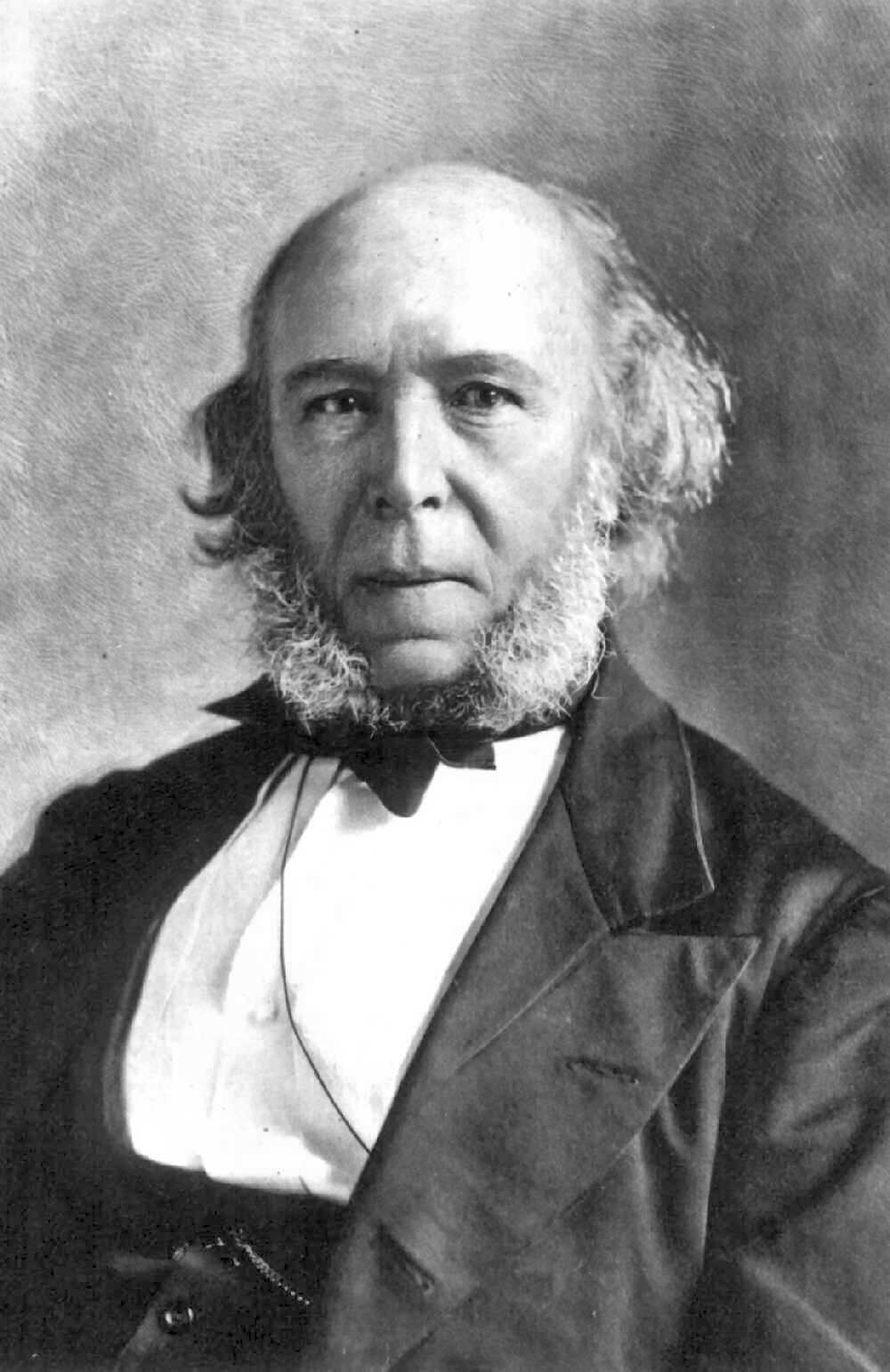
هربرت سبنسر

البقاء للأصلح، (بالإنجليزية: Survival of the fittest)‏، هو مصطلح ناشئ عن نظريات التطور الداروينية كوسيلة لوصف آلية الانتقاء الطبيعي. يتم تعريف المفهوم البيولوجي للياقة البدنية على أنه النجاح الإنجابي. من الناحية الداروينية، يُفهم المصطلح بشكل أفضل على أنه: «بقاء النموذج الذي سيخلد نفسه، في أجيال متعاقبة».
استخدم هربرت سبنسر العبارة لأول مرة، بعد قراءة تشارلز داروين عن أصل الأنواع، في مبادئه للبيولوجيا (1864)، حيث قارن نظرياته الاقتصادية، بالنظريات البيولوجية لداروين: السيد داروين يسميها «الانتقاء الطبيعي»، أو الحفاظ على السباقات المفضلة في الكفاح من أجل الحياة.
استجاب داروين بشكل إيجابي لاقتراح ألفريد راسل والاس باستخدام المصطلح الجديد لبقاء سبنسر «البقاء للأصلح» كبديل عن «الانتقاء الطبيعي» واعتمد العبارة في «تنوع الحيوانات والنباتات تحت إعادة التوطين» المنشورة في عام 1868.   قدم العبارة في الطبعة الخامسة، التي نشرت في عام 1869 ، المقصود منها أن تعني «مصممة بشكل أفضل لبيئة محلية فورية».

## تاريخ نشوء المصطلح
استخدم هربرت سبنسر هذا المصطلح لأول مرة -بعد قراءته كتاب أصل الأنواع لتشارلز داروين- في كتابه «مبادئ علم الأحياء» عام 1864، إذ حدّد أوجه التشابه بين نظرياته الاقتصادية ونظريات داروين الأحيائية والتطورية قائلًا: «مصطلح البقاء للأصلح، الذي سعيت للتعبير عنه من الناحية الميكانيكية، هو ما أسماه السيد داروين «الاصطفاء الطبيعي» أو الحفاظ على الأجناس المفضلة في كفاحها من أجل البقاء».
في يوليو عام 1866، كتب ألفرد راسل والاس رسالة إلى داروين عن القُرّاء الذين يعتقدون أن مصطلح «الاصطفاء الطبيعي» يشخصن الطبيعة بجعلها «مصطفية»، وأضاف بأن هذا المفهوم الخاطئ يمكن تجنبه «من خلال تبني مصطلح سبنسر» البقاء للأصلح. أجاب داروين على الفور قائلًا بأن رسالة والاس «كانت واضحة كالشمس. وأنا أتفق معك تمامًا بكل ما تقوله حول مزايا المصطلح الذي وضعه إتش. سبنسر البقاء للأصلح، إذ لم يخطر هذا في بالي قطّ حتى قراءة رسالتك، بيد أن استحالة استخدام هذا المصطلح كعامل حكم موضوعي للفعل، يُعتبر مأخذًا كبيرًا عليه». ولو أنه قد تلقى هذه الرسالة قبل شهرين، لكان قد وضع المصطلح في الطبعة الرابعة من كتابه أصل الأنواع وأيضًا في كتابه «التالي عن الحيوانات المدجّنة وما إلى ذلك».
كتب داروين في الصفحة 6 من كتابه تنوع الحيوانات والنباتات تحت التدجين الذي نُشر عام 1868، «إن عملية حفظ الأنواع خلال معركة البقاء والتي تتمتع بأي ميزةٍ كانت في البنية أو الطبيعة أو الغريزة، أطلقت عليها مصطلح الاصطفاء الطبيعي؛ وقد عبّر السيد هربرت سبنسر عن الفكرة ذاتها من خلال مصطلح البقاء للأصلح. يُعتبر مصطلح «الاصطفاء الطبيعي» في بعض الجوانب مصطلحًا سيئًا، إذ يبدو وكأنه ينطوي على خيار واعٍ؛ ولكن يمكن إهمال هذا الأمر بعد القليل من الإلمام بالموضوع». ودافع عن مصطلحه بأنه مماثل للغة المستخدمة في الكيمياء، ودافع أيضًا عن علماء الفلك الذين يصفون «قوة الجذب باعتبارها مسيطرة على حركة الكواكب»، أو الطريقة التي يتحدث بها «علماء الزراعة عن تكوين الإنسان لأصناف مدجنة من خلال قوة اصطفائه». غالبًا ما كان «يشخصن كلمة الطبيعة بقوله: على الرغم من أنني قد وجدت صعوبة في تجنب هذا الالتباس؛ ولكن ما أعنيه بالطبيعة فقط هو النشاط والناتج الإجمالي للعديد من قوانين الطبيعة ـــــــــــــــــ وبموجب القوانين فقط يمكن التأكد من تسلسل الأحداث».
استخدم داروين مصطلح «الاصطفاء الطبيعي» في الطبعات الأربعة الأولى من كتابه أصل الأنواع. في الفصل 4 من الطبعة الخامسة من هذا الكتاب الذي نُشر عام 1869، ألمح داروين مرة أخرى إلى المصطلح: «الاصطفاء الطبيعي أو البقاء للأصلح». إذ أشار من خلال كلمة «Fittest» إلى «التكيّف الأفضل مع البيئة المحلية الراهنة»، وليس إلى المعنى الحديث للكلمة «الحالة البدنية الأفضل». وفي مقدمة الكتاب، نسب داروين كل الفضل للسيد سبنسر قائلًا: «لقد أطلقت على هذا المبدأ، الذي يتم بموجبه الحفاظ على كل تغير طفيف، إن كان مفيدًا، مصطلح الاصطفاء الطبيعي، من أجل الإشارة إلى علاقته بقوة الإنسان على الاصطفاء. ولكن مصطلح البقاء للأصلح الذي كثيرًا ما يستخدمه السيد هربرت سبنسر يُعتبر أكثر دقة، وهو في بعض الأحيان ملائم بنفس القدر».

وفي كتاب الرجل ضد الدولة، استخدم سبنسر المصطلح في حاشية الكتاب لتوضيح تفسير منطقي لكيفية عدم تبني نظرياته من قِبَل «المجتمعات المتشددة». ويستخدم المصطلح في سياق المجتمعات المارّة بحالة حرب، إذ توحي صياغة مرجعه على أنه يطبق مبدأ عامًا.
«من خلال مصطلح البقاء للأصلح، نجد بأن هذا النوع المتشدد من المجتمع يتسم بثقة عميقة بالسلطة الحاكمة، ويلاقونها بالولاء الذي يؤدي نهايةً إلى خضوعهم لها في جميع الجوانب أيًا كان نوعها».
على الرغم من أن مفهوم سبنسر للتطور العضوي يُفسَّر عادة على أنه شكل من أشكال اللاماركية، إلا أنه كثيرًا ما يُنسب إليه الفضل في وضع الداروينية الاجتماعية. أصبح مصطلح «البقاء للأصلح» مستخدمًا على نطاق واسع في الأدب الشعبي باعتباره شعارًا لأي موضوع يتعلق بالتطور والاصطفاء الطبيعي أو ما يماثل ذلك. وبالتالي طُبِّق المفهوم هذا على مبادئ عدم التدخل، وقد استخدم على نطاق واسع من قِبَل أنصار ومعارضي الداروينية الاجتماعية.
ينتقد علماء الأحياء التطوريين الطريقة التي يُستخدم بها هذا المصطلح من قِبل الأشخاص غير المتخصصين كما ينتقدون الدلالات التي تشكلت حوله في الثقافة الشعبية. بالإضافة إلى أن هذا المصطلح لا يساعد في التعبير عن الطبيعة المعقدة للاصطفاء الطبيعي، لذا يفضّل علماء الأحياء التطوريون استخدام مصطلح الاصطفاء الطبيعي. يُشير المفهوم البيولوجي لكلمة (Fitness- الصلاحية) إلى النجاح التناسلي، على عكس البقاء، وهو لا يُحدد الطرق الخاصة التي يمكن بها للكائنات الحية أن تكون أكثر «صلاحية» (زيادة النجاح التناسلي) إذ أنها تمتلك خصائص النمط الظاهري التي تعزز بقائها وتكاثرها (وهو ما عناه سبنسر في الأساس).

## نقد المصطلح
في حين أن مصطلح «البقاء للأصلح» كثيرًا ما يُستخدم لتوضيح معنى «الاصطفاء الطبيعي»، فإن علماء الأحياء التطوريين يتجنبون ذلك لأن المصطلح يمكن أن يكون مضللًا. على سبيل المثال، لا يمثل البقاء سوى جانب واحد من جوانب الاصطفاء، وليس بالضرورة الجانب الأكثر أهمية دائمًا. وهناك مشكلة أخرى هي أن كلمة «fitness - صلاحية» كثيرًا ما تختلط مع معنى اللياقة البدنية. في المعنى التطوري، تُشير كلمة «fitness - صلاحية» إلى معدل الناتج التناسلي بين فئة من المتغيرات الجينية.

## المصطلح باعتباره تعبيرًا عن نظرية أحيائية
يمكن استخدام المصطلح أيضًا للتعبير عن نظرية أو فرضية مفادها أن: الأفراد أو الأنواع «الصالحة» ستجتاز بعض التحديات مقارنةً بنظائرها «غير الصالحة». ومع ذلك، فعندما يمتد نطاق هذا المصطلح إلى الأفراد، فإنه يُمثل خطأ مفاهيمي، إذ أنه يُشير إلى بقاء السمات الموروثة عبر الأجيال؛ والأفراد هنا غير مهمين على وجه الخصوص. يتضح هذا الأمر أكثر عند الإشارة إلى أشباه الأنواع الفيروسية، في نموذج البقاء للأكثر، الأمر الذي يوضح أن البقاء لا يتعلق بمسألة البقاء على قيد الحياة؛ بل بالسعة الوظيفية للبروتينات لأداء دورها.
إن تفسيرات المصطلح باعتباره تعبيرًا عن نظرية يمكن أن تكون مجرد حشو أو تكرار غير ضروري بمعنى أن «أولئك الذين يملكون نزعة طبيعية للبقاء ميالون للبقاء»؛ ولكي تكون النظرية مقنعة، يجب أن تستخدم مفهومًا عن الصلاحية يكون مستقلًا عن مفهوم البقاء.
في حال فُسّر المصطلح باعتباره نظرية بقاء الأنواع، فإن النظرية القائلة بأن البقاء للأنواع الأصلح تتقوض بالأدلة التي تشير إلى أنه على الرغم من المنافسة المباشرة بين الأفراد والجماعات الأحيائية والأنواع، فثمّة دليل شبه ملحوظ يُشير إلى أن المنافسة هذه كانت القوة الدافعة لتطور المجموعات الكبيرة، على سبيل المثال، البرمائيات والزواحف والثدييات. وبدلًا من ذلك، تطورت هذه المجموعات من خلال التوسع ضمن مكمن بيئي فارغ. وفي نظرية التوازن النقطي للتغير البيئي والأحيائي، فإن العامل الذي يُحدد البقاء لا يكون في كثير من الأحيان متفوقًا على عامل آخر في المنافسة بل هو القدرة على البقاء في ظلّ التغيرات الجذرية في الظروف البيئية، كما هو الحال عندما يصطدم نيزك بقوة كافية لتغيير البيئة بشكل كبير على مستوى العالم. على سبيل المثال، الحيوانات التي امتلكت القدرة على العيش في عصر حدود الطباشيري-الباليوجين منذ 66 مليون سنة، تمتلك القدرة على العيش في الأنفاق.
في عام 2010، جادل ساهني وآخرون بأن هناك أدلة قليلة على أن العوامل الأحيائية الأساسية، مثل المنافسة، كانت بمثابة القوى الدافعة في تطور المجموعات الكبيرة. وبدلًا من ذلك، ذكروا عوامل خارجية غير أحيائية مثل التوسع باعتباره القوة الدافعة على نطاق تطوري كبير. وقد حدثت زيادة في المجموعات المهيمنة مثل البرمائيات والزواحف والثدييات والطيور نتيجة للتوسع النفعي ضمن مكمن بيئي فارغ، وانقرضت المجموعات نتيجة للتغيرات الكبيرة في البيئة غير الأحيائية.